# Hedwig Speliers
Hedwig Speliers (Diksmuide, 12 juni 1935) is een Vlaams dichter, essayist en criticus.

## Biografie
Speliers werd geboren als Edwig Nestor Leon. In 1952 begon Speliers met het schrijven van gedichten. Hij was toen leerling van het college te Kortrijk. Zijn debuutpublicatie, het in eigen beheer uitgebrachte bundeltje Exotische diergedichten, werd opgedragen aan zijn inspirator en leermeester poësis van dat college. In 1959 werd Speliers zelf leerkracht Nederlands te Nieuwpoort. Twee jaar later publiceerde hij zijn officiële debuut Ons bergt een cenotaaf. De weinige respons op deze en de volgende bundel Een bruggehoofd zorgde ervoor dat Speliers een polemist werd. Hij werd in 1963 uitgenodigd door Julien Weverbergh om mee te werken aan het tijdschrift BOK, nadat hij reeds voor het tijdschrift Diagram schreef. Van Speliers verschenen vanaf dan ook vooral polemieken, kritieken en essays, toch bleef hij aan zijn dichtkunst sleutelen. Vanaf 1974 besloot hij zich volledig aan poëzie en de poëzietheorie te wijden. Hij ging onderdeel uitmaken van de post-experimentele en verzette zich hevig tegen de nieuw-realistische stroming binnen de Nederlandstalige literatuur. Vanaf Bel-etage in 1992 werd zijn poëzie heel wat toegankelijker.

## Werk
Speliers' poëzie is metaforisch met een constructivistische en rationele inslag. Zijn verzen berusten op een psychologische, filosofische of taalwetenschappelijke grondslag en zijn bundels getuigen vaak van een structurele, organische eenheid. In het essay De ongeleefde lijnen van ons lichaam, of het metaforisch denken (1975-1976) drukt Speliers zijn geloof in een objectieve poëtica uit, die benaderd wordt via het fonologische, syntactische en semantische niveau. Speliers is van mening dat het de taak van de dichter is om via experimenten de begrenzingen van de taal verder te benaderen. De thema's die voorkomen in zijn werk zijn: het creatieve proces en het dichterschap, de dood, de tijd, zelfreflectie, de liefde.
Met Dag Streuvels in 1994 schreef Speliers het eerste deel van een biografische Streuvels-trilogie. De volgende delen werden op heel wat kritiek onthaald, vanwege de wijze waarop hij de persoon Streuvels beschreef.
De Franse romantische dichter Maurice de Guérin werd het onderwerp van zowel een uitvoerige biografie als van een dichtwerk. Voorts publiceerde Speliers regelmatig over de poëzie van Hans Faverey, waarvan hij vurig het autonomistische karakter verdedigde. De dichter Peter Theunynck stelde eind 2011 een nieuwe bloemlezing uit zijn poëzie samen met de titel Fortuna's lieveling. In 2016 verzamelde Speliers alle gedichten die hij over Frankrijk schreef in de omvangrijke bundel Als God in Frankrijk. In datzelfde jaar verscheen de bibliofiele cyclus Beeldsonnetten met het beeldhouwkundige werk van Lieven Debrabandere als inspiratiebron.

## Trivia
- Herman de Coninck heeft Speliers "Le Syntaxier flamand" genoemd, in zijn essay Een uroloog die niet kan pissen, uit de essaybundel Over Marieke van de bakker, uitg. Hadewijch, Schoten 1987, blz. 54-64.